# Iowa (Album)
Iowa ist das zweite offizielle Studioalbum der US-amerikanischen Metal-Band Slipknot. Es erschien am 28. August 2001 bei Roadrunner Records und wird vor allem dem Nu Metal zugerechnet. Das Album ist nach dem US-Bundesstaat Iowa benannt, aus dem die Band kommt.
Nach dem Erfolg ihres Debütalbums waren die Erwartungen an Slipknot hoch, einen guten Nachfolger zu produzieren. Aus verschiedenen Gründen war die Zeit der Entstehung von Iowa eine der schlechtesten in der Geschichte der Band. Es war das erste Album, das die Band mit James Root aufnahm, da er erst im späteren Verlauf der Aufnahmen des Debütalbums Slipknot Bandmitglied wurde.
Iowa erhielt diverse Auszeichnungen von Plattenfirmen, zwei Songs aus dem Album wurden für den Grammy nominiert, und wurde generell gut von Fans und Kritikern aufgenommen. John Mulvey vom englischen Yahoo bezeichnete das Album „als absoluten Triumph des Nu Metals“.

## Musikstil
Iowa variiert zwischen mehreren Genres. Das Album wird vor allem dem Nu Metal zugeordnet; enthält aber auch Einflüsse von Death Metal, Thrash Metal, Alternative Metal und Rap Metal. Vor der Veröffentlichung des Albums versprachen diverse Bandmitglieder ein düsteres und härteres Album als Slipknot. Es ist im Gegensatz zur rohen Energie auf dem vorhergegangenen Album technischer; wird aber heutzutage als das härteste ihrer sieben Studioalben betrachtet. Iowa enthält auch einige melodische Elemente, zum Beispiel auf Everything Ends und Left Behind; verglichen mit späteren Songs von Slipknot wie Vermilion Pt. 2 und Dead Memories sind diese aber noch relativ hart.
Die lyrischen Themen auf Iowa sind relativ düster; unter anderem sind das Misanthropie, Ekel, Solipsismus, Wut, Psychose und Ablehnung.

## Entstehungsgeschichte
Das Album wurde in den Studios Sound City und Sound Image in Los Angeles mit dem Produzenten Ross Robinson aufgenommen, welcher auch ihr Debütalbum produziert hatte. Im Oktober 2000 begannen Schlagzeuger Joey Jordison und Bassist Paul Gray mit den Arbeiten an neuem Material; sie schrieben zusammen die meisten Songs für das Album. Während dieser Zeit verlangten andere Bandmitglieder eine Pause aufgrund der umfangreichen Tour der Band zu ihrem vorhergegangenen Album Slipknot. Trotzdem begann die Band am 17. Januar 2001 mit den Arbeiten für ihr zweites Studioalbum. Joey Jordison verriet später, dass dieser Zeitraum einer der schlechtesten in der Bandgeschichte war, unter anderem aufgrund der Alkoholsucht von Corey Taylor, der Drogensucht einiger anderer Bandmitglieder sowie Managementproblemen und weiteren bandinternen Problemen.
James Root, welcher 1999 Mitglied der Band geworden war, war erstmals vollständig an den Bandaufnahmen beteiligt, da er erst während der Aufnahmen zu Slipknot zur Band stieß und dementsprechend nur auf manchen Songs auf dem Album zu hören ist. In einem Interview mit dem Magazin FHM verriet Corey Taylor, dass er während der Aufnahmen für den letzten Song Iowa nackt war, sich übergab und seinen Körper mit Glas zerschnitt, um seine erwünschte Leistung zu erreichen. Taylor erklärte dieses Vorgehen so:

“that’s where the best stuff comes from. You’ve got to break yourself down before you can build something great.”

„Davon kommt das beste Material. Du musst dich selbst runterbringen, bevor du etwas großartiges erschaffen kannst.“

Während der Produktion von Iowa brach sich Produzent Ross Robinson bei einem Dirt-Bike-Unfall die Wirbelsäule, fuhr aber mit den Arbeiten am Album fort, „sein ganzes Leid ins Album einbringend“.

## Hintergrund
Eigentlich sollte Iowa schon am 19. Juni 2001 veröffentlicht werden, da aber das Mixen einen längeren Zeitraum in Anspruch nahm als geplant; erschien Iowa verspätet, was sich auch auf die Tour-Daten auswirkte. Nach der Veröffentlichung ihres zweiten Studioalbums starteten Slipknot die Iowa World Tour, die einen Auftritt beim Ozzfest 2001, eine Tour mit System of a Down sowie weitere Touren, die unter anderem durch Europa und Japan führten, beinhaltete.
Nicht nur der Albumtitel und der Song Iowa nehmen Bezug auf den Heimatstaat der Band. Der Song (515) ist nach der Telefonvorwahl von Iowa benannt; Slipknot gab bekannt, dass Iowa „die Quelle für ihre Energie sei und ihnen helfen würde, ihre kreative Orientierung nicht zu verlieren“, was die Titelbezüge auf den Bundesstaat erklärt.

## Titelliste
1. (515) – 1:00
2. People = Shit – 3:35
3. Disasterpiece – 5:08
4. My Plague – 3:40
5. Everything Ends – 4:14
6. The Heretic Anthem – 4:14
7. Gently – 4:54
8. Left Behind – 4:01
9. The Shape – 3:37
10. I Am Hated – 2:37
11. Skin Ticket – 6:41
12. New Abortion – 3:36
13. Metabolic – 3:59
14. Iowa – 15:03
Bonustracks
15. Liberate (live) – 4:25

## Singleauskopplungen
| Jahr | Titel       | Höchstplatzierung, Gesamtwochen, AuszeichnungChartsChartplatzierungen (Jahr, Titel, , Platzierungen, Wochen, Auszeichnungen, Anmerkungen) | Anmerkungen                                                    |
| Jahr | Titel       | UK | Anmerkungen                                                    |
| ---- | ----------- | --- | -------------------------------------------------------------- |
| 2001 | Left Behind | UK24 (4 Wo.)UK | Erstveröffentlichung: 29. Oktober 2001 Grammy-Nominierung 2001 |
| 2002 | My Plague   | UK43 (2 Wo.)UK | Erstveröffentlichung: 8. Juli 2002 Grammy-Nominierung 2002     |

## Rezensionen
Die deutschen Medien nahmen Iowa generell gut auf. Michael Edele von Laut.de attestierte dem Album einen „exzellenten Sound“, wofür seiner Meinung nach allerdings nicht neun Musiker nötig wären, und vergab drei von fünf Punkten. Im Allgemeinen wurde das Album als musikalischer und reifer als der Vorgänger empfunden. Vor allem die Songs People=Shit, My Plague und The Heretic Anthem wurden gelobt, weniger positiv wurden die Songs „in der Mitte der zweiten Hälfte“ (Vampster) aufgenommen, so zum Beispiel The Shape.
Auch englischsprachige Medien befanden das Album generell gut. Vielmals wird die Aggressivität und Brutalität attestiert; das Rolling Stone lobt Iowas Originalität. Das deutsche Magazin Visions führte im Frühjahr 2017 das Album in ihrer Liste der 66+6 besten Metal-Alben des dritten Jahrtausends.

## Kommerzieller Erfolg

### Chartplatzierungen
| ChartsChartplatzierungen       | Höchstplatzierung | Wochen |
| ------------------------------ | ----------------- | ------ |
| Deutschland (GfK)              | 4 (10 Wo.)        | 10     |
| Österreich (Ö3)                | 8 (10 Wo.)        | 10     |
| Schweiz (IFPI)                 | 13 (8 Wo.)        | 8      |
| Vereinigte Staaten (Billboard) | 3 (17 Wo.)        | 17     |
| Vereinigtes Königreich (OCC)   | 1 (13 Wo.)        | 13     |

### Auszeichnungen für Musikverkäufe
| Land/Region                  | Auszeichnungen für Musikverkäufe (Land/Region, Auszeichnung, Verkäufe) | Verkäufe  |
| ---------------------------- | ---------------------------------------------------------------------- | --------- |
| Australien (ARIA)            | Gold                                                                   | 35.000    |
| Belgien (BRMA)               | Gold                                                                   | 25.000    |
| Deutschland (BVMI)           | Gold                                                                   | 150.000   |
| Frankreich (SNEP)            | Silber                                                                 | 50.000    |
| Japan (RIAJ)                 | Gold                                                                   | 100.000   |
| Kanada (MC)                  | Platin                                                                 | 100.000   |
| Neuseeland (RMNZ)            | Gold                                                                   | 7.500     |
| Niederlande (NVPI)           | Gold                                                                   | 30.000    |
| Vereinigte Staaten (RIAA)    | Platin                                                                 | 1.000.000 |
| Vereinigtes Königreich (BPI) | Platin                                                                 | 338.000   |
| Insgesamt                    | 1× Silber · 6× Gold · 3× Platin ·                                      | 1.835.500 |

Hauptartikel: Slipknot/Auszeichnungen für Musikverkäufe